# Yoshikazu Gotō
Yoshikazu Gotō (後藤 義一?, Gotō Yoshikazu; Prefettura di Shizuoka, 20 febbraio 1964) è un ex calciatore giapponese, di ruolo centrocampista.